# Felsen-Steinimmortelle
Die Felsen-Steinimmortelle (Phagnalon saxatile) ist eine Pflanzenart aus der Gattung Steinimmortellen (Phagnalon) in der Familie der Korbblütler (Asteraceae). 

## Beschreibung

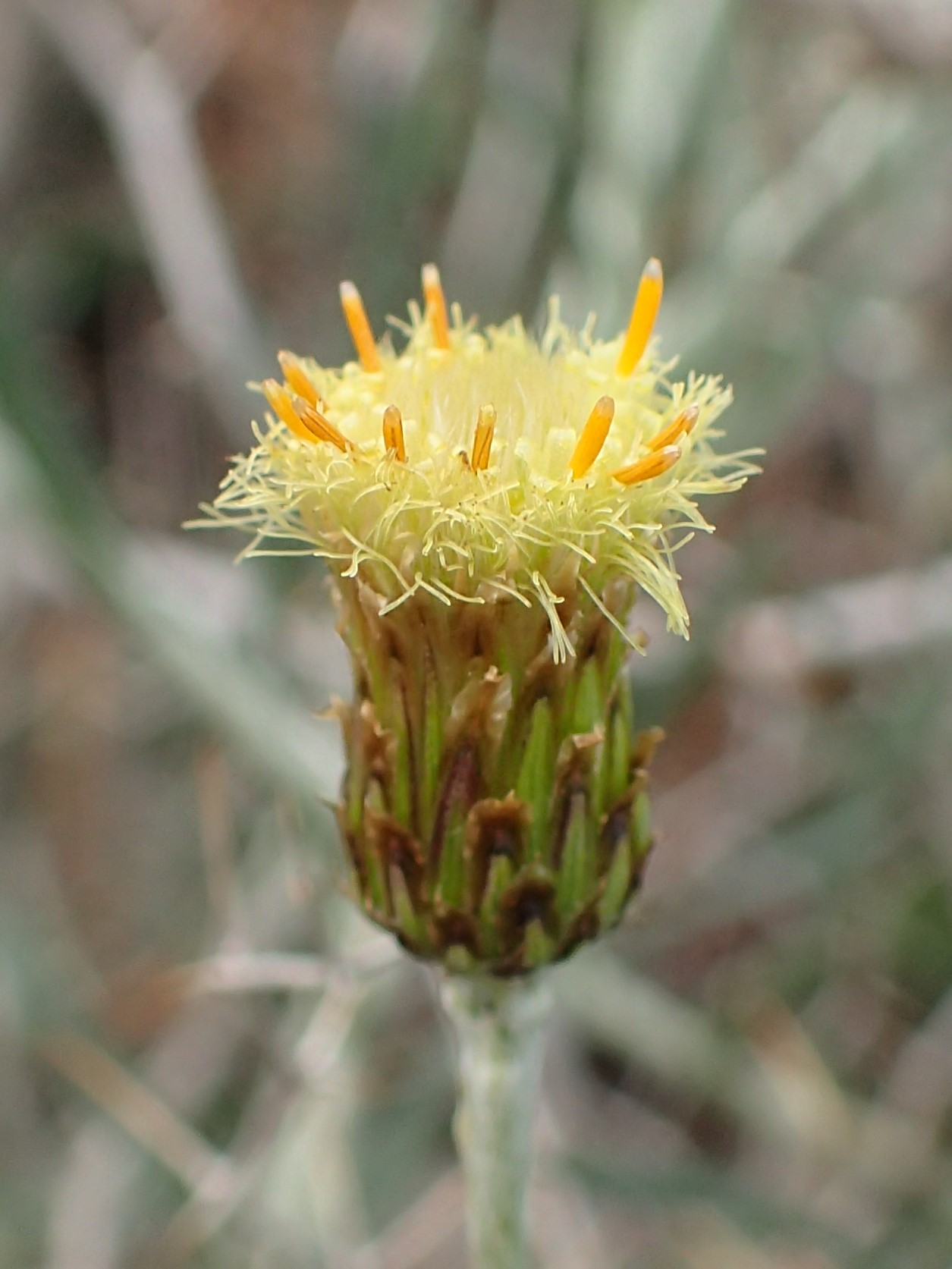
Blütenkopf

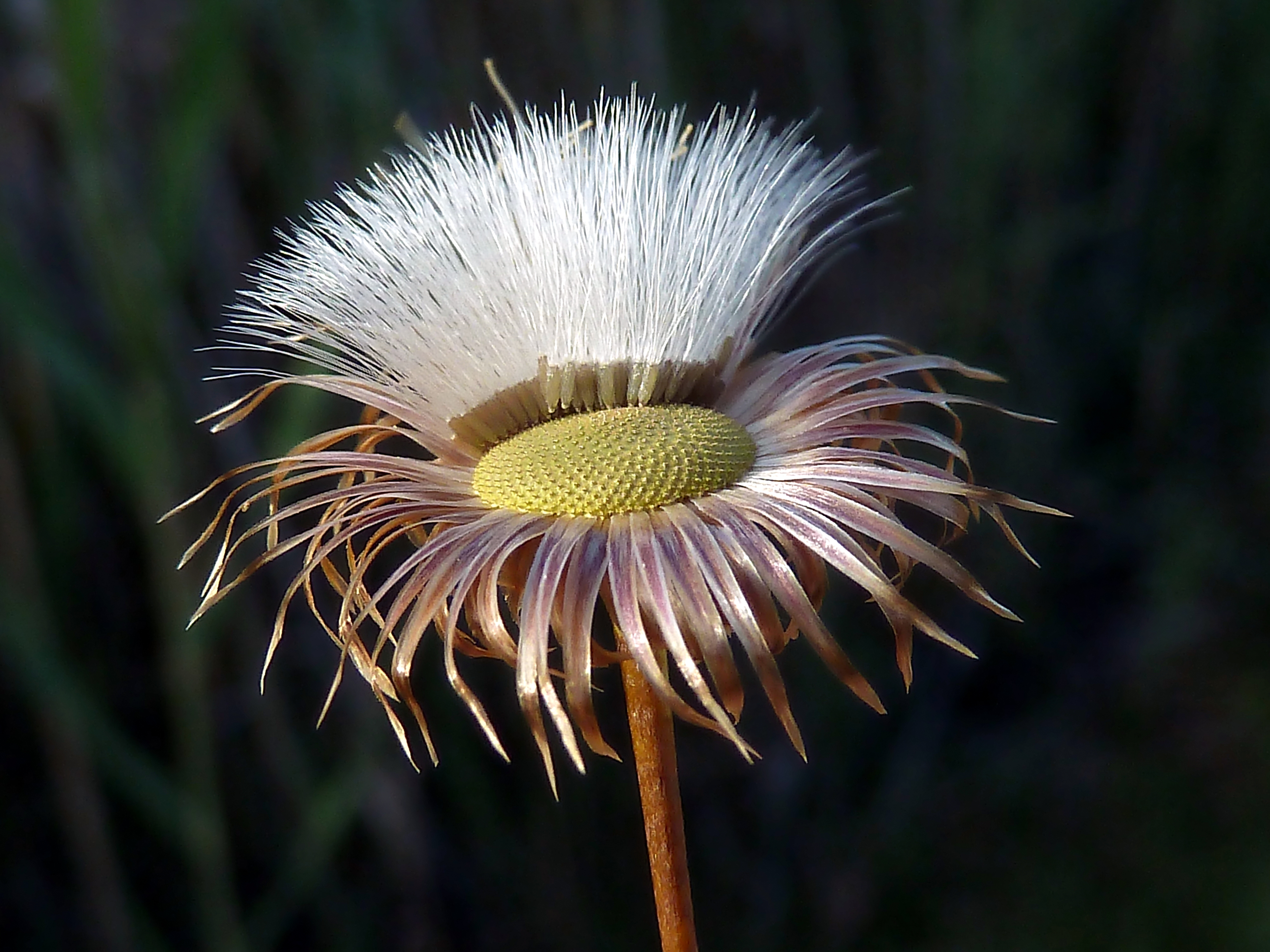
Fruchtstand

Die Felsen-Steinimmortelle ist ein Zwergstrauch, der 10–60 Zentimeter hoch wird. Die Blätter sind 2,5–3,5 Zentimeter lang, linealisch, oberseits grün und wenig behaart, unterseits dicht wollig-filzig, ganzrandig oder entfernt gezähnelt. Der Rand ist oft umgerollt. Die Köpfchen stehen einzeln, die äußeren Hüllblätter sind ausgebreitet bis zurückgeschlagen, die mittleren Hüllblätter sind lineal-lanzettlich und spitz, ihr Rand ist wellig. Die inneren Hüllblätter sind linealisch.
Die Blütezeit ist Februar bis Juli.
Die Chromosomenzahl ist 2n = 18.

## Verbreitung
Die Felsen-Steinimmortelle kommt auf Madeira, auf den Kanarischen Inseln, auf Selvagens, in Marokko, Algerien, Tunesien, Libyen, auf den Balearen, in Portugal, Spanien, Gibraltar, Frankreich, Korsika, Italien, Sardinien und Sizilien, Malta, Albanien, Griechenland und Kreta vor. Sie wächst an Felsen und auf Mauern.

## Taxonomie
Die Felsen-Steinimmortelle wurde von Carl von Linné in Sp. Pl.: 857, 1753 als Gnaphalium saxatile erstbeschrieben. Sie wurde dann von Alexandre Henri Gabriel de Cassini in Bull. Sci. Soc. Philom. Paris 1819: 174. 1819 in die Gattung Phagnalon Cass. gestellt. Synonyme von Phagnalon saxatile (L.) Cass. sind Phagnalon intermedium (Lag.) Pau, Phagnalon lagascae Cass., Phagnalon methanaeum Hausskn. und Phagnalon telonense Jord. & Fourr.